# We Dalac
We Dalac ist eine osttimoresische Aldeia im Sucos Bairro Pite (Verwaltungsamt Dom Aleixo, Gemeinde Dili). 2015 lebten in We Dalac 1691 Menschen.

## Lage und Einrichtungen
We Dalac liegt im Westen des Sucos Bairro Pite, im Stadtteil Fatumeta. Im Norden und Westen grenzt We Dalac an die Aldeia Rainain, im Süden an die Aldeia 5 de Outubro und im Nordwesten an die Aldeia Haburas.
In We Dalac befindet sich die Kapelle Surikmas (Surik Mas).